# Simorcus haddadi
Simorcus haddadi Van Niekerk & Dippenaar-Schoeman, 2010 è un ragno appartenente alla famiglia Thomisidae.

## Etimologia
Il nome proprio è in onore dell'aracnologo Haddad

## Caratteristiche
L'olotipo femminile rinvenuto ha lunghezza totale è di 4,1-5,6mm; la lunghezza del cefalotorace è di 2,14mm e la sua larghezza è di 1,6mm

## Distribuzione
La specie è stata reperita in Sudafrica, nella Provincia del Capo Occidentale, nelle località di Sedgefield, Buffelsbay, Bergvliet e Houtbay

## Tassonomia
Al 2014 non sono note sottospecie e dal 2014 non sono stati esaminati nuovi esemplari.